# DM Большого Пса
DM Большого Пса (лат. DM Canis Majoris) — одиночная переменная звезда в созвездии Большого Пса на расстоянии приблизительно 2334 световых лет (около 716 парсеков) от Солнца. Видимая звёздная величина звезды — от более +16m до +13,5m.

## Характеристики
DM Большого Пса — красная пульсирующая переменная звезда, мирида (M:).